# Pelleport (Haute-Garonne)
Pelleport (okzitanisch: Pelapòrc) ist eine französische Gemeinde mit 542 Einwohnern (Stand 1. Januar 2022) im Département Haute-Garonne in der Region Okzitanien. Sie gehört zum Arrondissement Toulouse und zum Kanton Léguevin. Die Einwohner werden Pelleportiens und Pelleportiennes genannt.

## Geographie
Pelleport liegt etwa 30 Kilometer nordwestlich von Toulouse. Hier entspringt das Flüsschen Saint-Pierre, das hier noch Ruisseau du Boué genannt wird. An der nördlichen Gemeindegrenze verläuft sein Zufluss Marguestaud. Umgeben wird Pelleport von den Nachbargemeinden Drudas im Nordwesten und Norden, Launac im Osten, Thil im Südosten und Süden, Le Grès im Süden und Südwesten, Cadours im Südwesten und Westen sowie Puysségur im Westen.

## Bevölkerungsentwicklung
| Jahr                      | 1962 | 1968 | 1975 | 1982 | 1990 | 1999 | 2006 | 2013 | 2020 |
| Einwohner                 | 190  | 176  | 163  | 221  | 310  | 344  | 459  | 545  | 520  |
| Quelle: Cassini und INSEE |      |      |      |      |      |      |      |      |      |

## Sehenswürdigkeiten
- Kirche Notre-Dame
- Kapelle Saint-Pé
- Alte Backsteinbrücke, genannt „Le Pont Romain“ über den Marguestaud

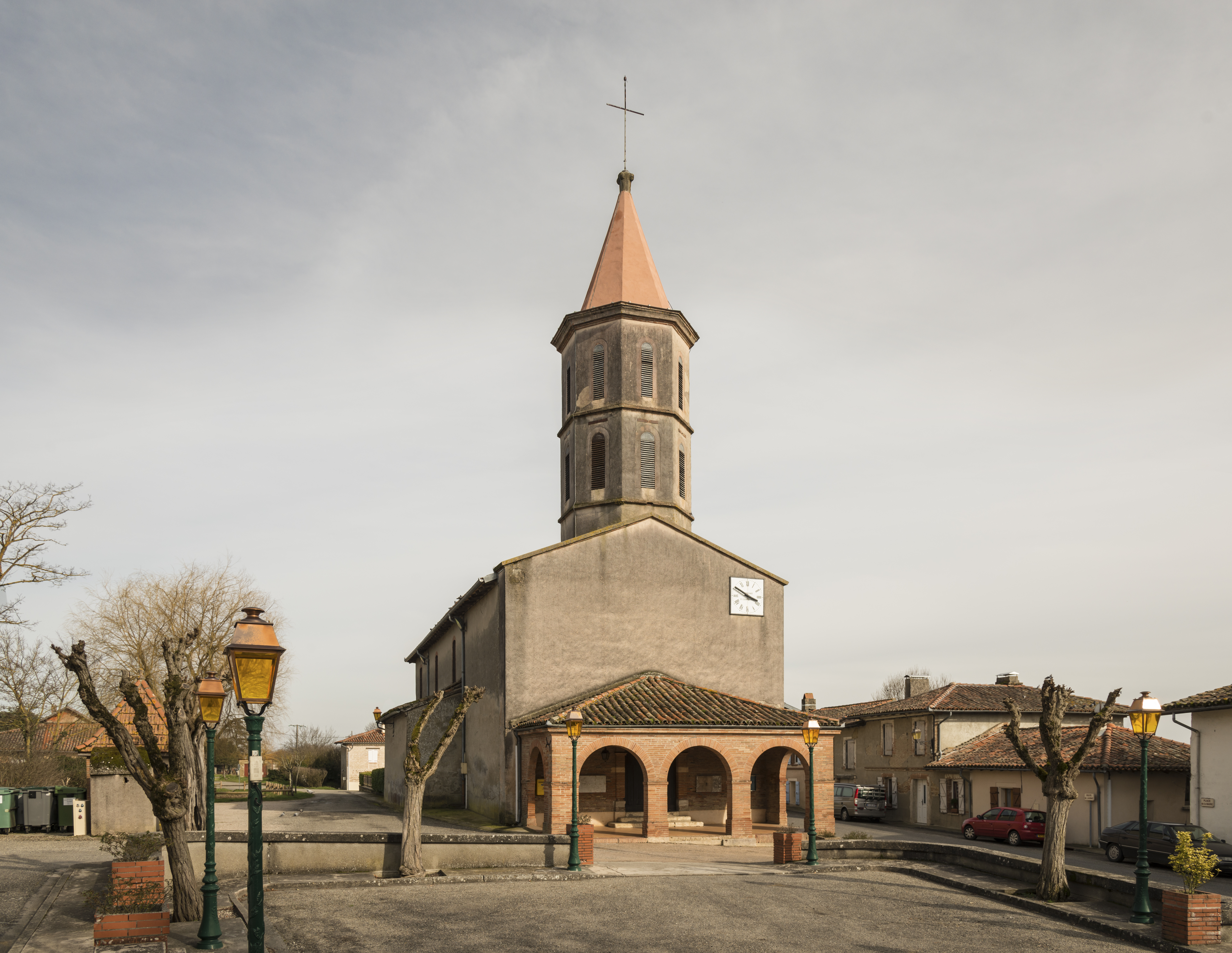
Kirche Notre-Dame
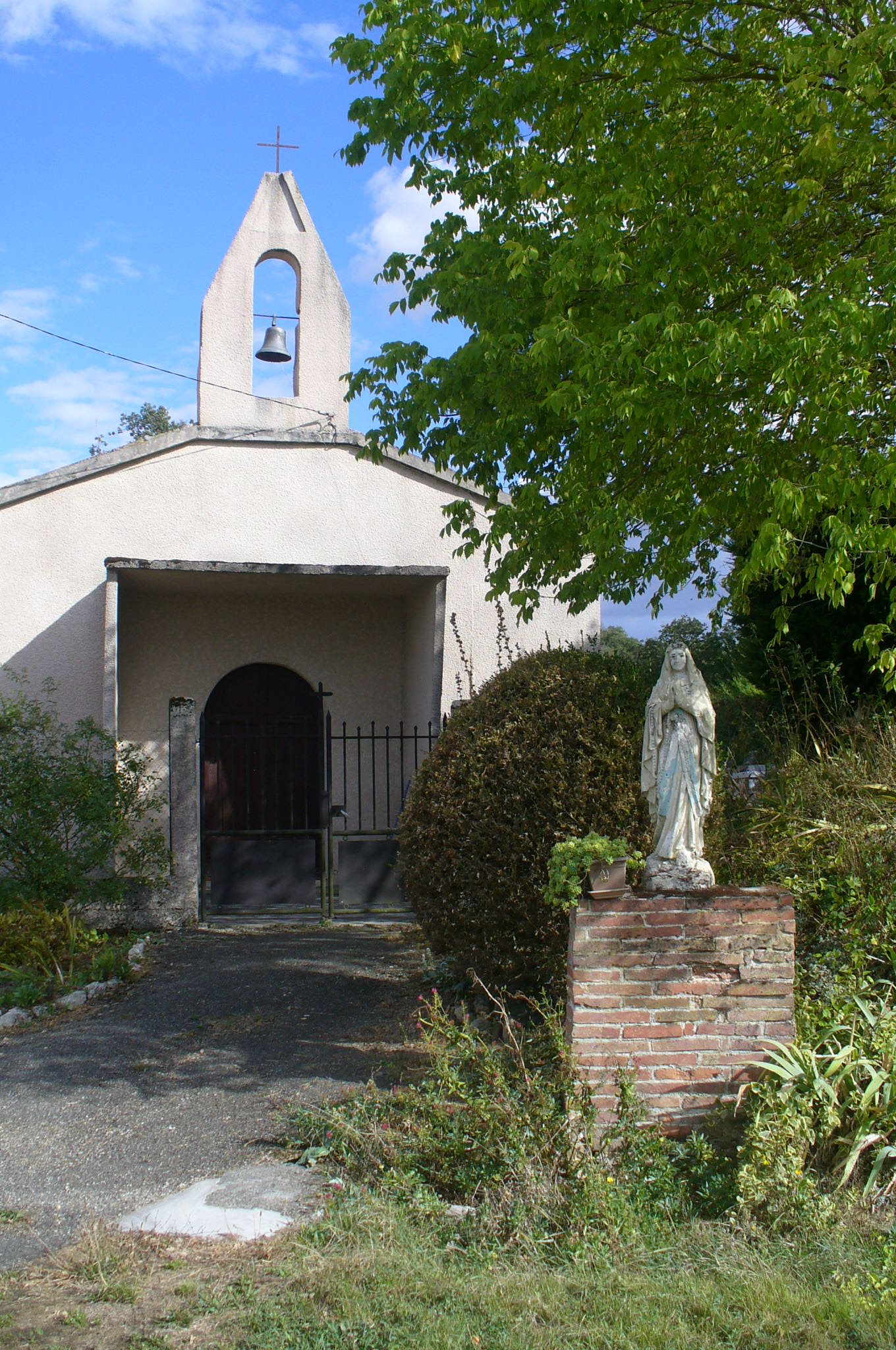
Kapelle Saint-Pé
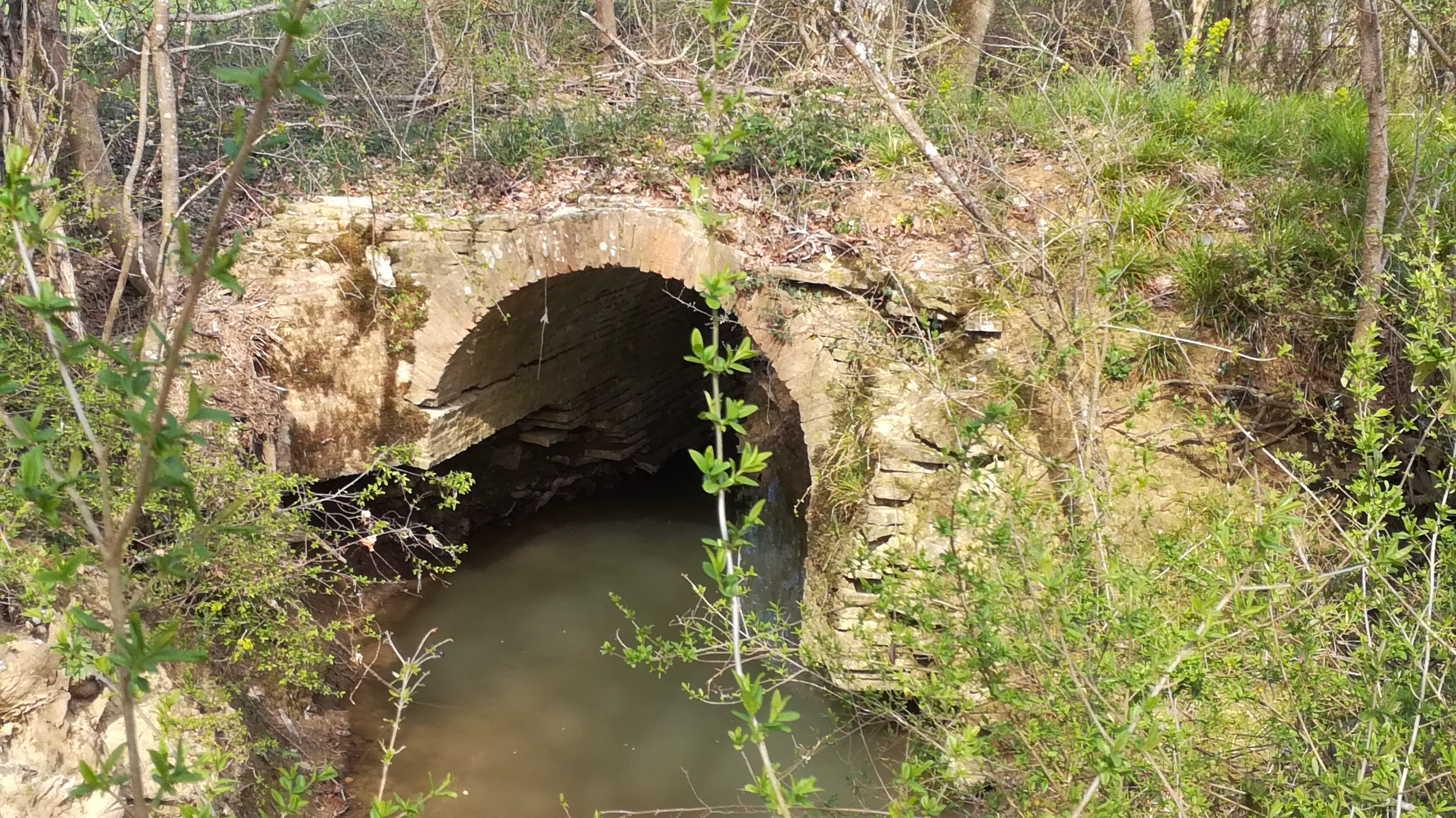
„Le Pont Romain“